# Próximos prójimos
Próximos prójimos es el séptimo álbum de estudio de la banda  mexicana Enjambre. Se lanzó al público el 27 de septiembre de 2020 en formato físico y digital en México. Fue escrito en su mayoría por Luis Humberto Navejas, aunque también participaron Rafael, Julián, Ángel y Javier.
Se compone de trece canciones originales, del cual se extrajeron sencillos como «Relámpago», «Divergencia», «El derrumbe» y «Siempre tú». Se distribuyó a través de Universal Music México. Julián Navejas fungió como productor musical, en compañía de Luis Humberto por primera vez.

## Antecedentes
Después de realizar varias giras, la banda volvió al estudio y lanzó «Relámpago» el 4 de julio de 2019, marcando el comienzo de una nueva etapa. Antes de la pandemia de COVID-19, la banda lanzó algunos temas como «Siempre tú». Otros temas destacados fueron «Alter ego» y «Dolores». Este álbum trata sobre cuestiones sociales, como la dependencia de los teléfonos celulares, las computadoras y la tecnología en la vida diaria.
Debido a los desafíos que enfrentó la industria musical durante el confinamiento por la pandemia de COVID-19 en México, la banda participó en la serie de conciertos digitales en vivo Irrepetible, organizada por OCESA Seitrack en 2020. Durante este concierto, presentaron el álbum completo, que incluye las 13 canciones originales, a través de una transmisión en vivo en la página de Ticketmaster, y luego lo lanzaron en plataformas digitales.

## Recepción
En el sitio web Rate Your Music recibió una puntuación de 3.19 sobre 5 estrellas.

## Lista de canciones
| N.º   | Título                   | Escritor(es)                           | Duración |  |
| 1.    | «Próximos prójimos»      | Luis Humberto Navejas                  | 1:29     |  |
| 2.    | «Luz en las manos»       | Luis Humberto Navejas                  | 3:30     |  |
| 3.    | «Relámpago»              | Rafael · Javier ·Ángel · Julián · Luis | 3:04     |  |
| 4.    | «Divergencia»            | Luis Humberto Navejas                  | 3:45     |  |
| 5.    | «La batalla»             | Luis Humberto Navejas                  | 3:58     |  |
| 6.    | «Extraños días de abril» | Luis Humberto Navejas                  | 3:22     |  |
| 7.    | «El Derrumbe»            | Luis Humberto Navejas                  | 4:13     |  |
| 8.    | «Secuaz»                 | Rafael · Javier ·Ángel · Julián · Luis | 3:49     |  |
| 9.    | «Desconfía»              | Luis Humberto Navejas                  | 4:06     |  |
| 10.   | «Adormecido»             | Luis Humberto Navejas                  | 3:06     |  |
| 11.   | «Alter ego»              | Luis Humberto Navejas                  | 3:44     |  |
| 12.   | «Siempre tú»             | Luis Humberto Navejas                  | 3:11     |  |
| 13.   | «Dolores»                | Luis Humberto Navejas                  | 4:24     |  |
| 45:20 |                          |                                        |          |  |

## Historial de lanzamiento
| País   | Fecha                    | Formato(s)            | Sello                  | Ref.  |
| ------ | ------------------------ | --------------------- | ---------------------- | ----- |
| México | 27 de septiembre de 2020 | CD + Descarga digital | Universal Music México | [ 9 ] |